# Processo Andrussow

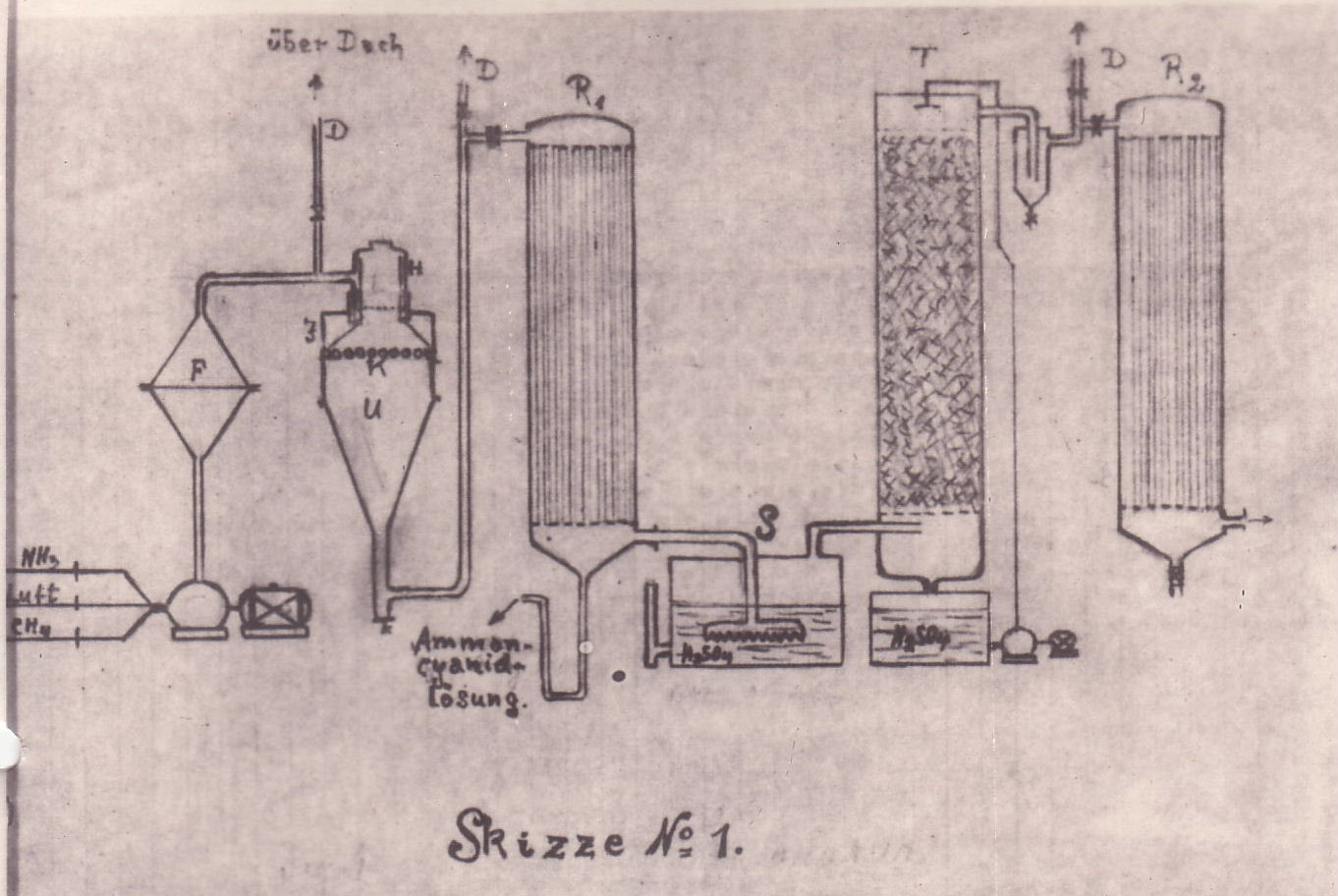
Schema del processo Andrussow disegnato nel 1931

Il processo Andrussow è un metodo usato industrialmente per la produzione di acido cianidrico (HCN) a partire da metano e ammoniaca in presenza di ossigeno e un catalizzatore di platino.
L'acido cianidrico può essere prodotto industrialmente anche con il processo BMA, con il processo Shawinigan o da riscaldamento della formammide, mentre in laboratorio può essere prodotto attraverso la reazione tra cianuri di metalli alcalini e un acido.

## Storia
Il processo è basato su una reazione scoperta da Leonid Andrussow nel 1927 e che, col passare degli anni, prese il suo nome.

## Procedimento
La reazione chimica principale, fortemente esotermica, è la seguente:
CH4 + NH3 + 3⁄2O2 → HCN + 3H2O
I valori di temperatura alla quale viene svolta tale reazione si aggirano intorno a 1000-1100 °C. Il calore di reazione è di -481,4 kJ.
In assenza di catalizzatore, tale reazione avviene con una resa intorno al 10%, mentre impiegando il catalizzatore si arriva a una conversione intorno al 60-70%. Il catalizzatore comunemente impiegato per questo processo è una lega di platino/rodio in rapporto 90/10. Tale catalizzatore risente di una riduzione delle prestazioni se contaminato con ferro, zolfo, silicio o alluminio.

## Reazioni secondarie
Assieme alla reazione principale, avvengono le seguenti reazioni secondarie, che sfruttano il calore prodotto dalla reazione principale:
CH4 + H2O → CO + 3 H2
2 CH4 + 3 O2 → 2 CO + 4 H2O
4 NH3 + 3 O2 → 2 N2 + 6 H2O
Tali reazioni secondarie possono essere rallentate riducendo il tempo di contatto con il catalizzatore a 0,0003 s.